# Violação de direito autoral

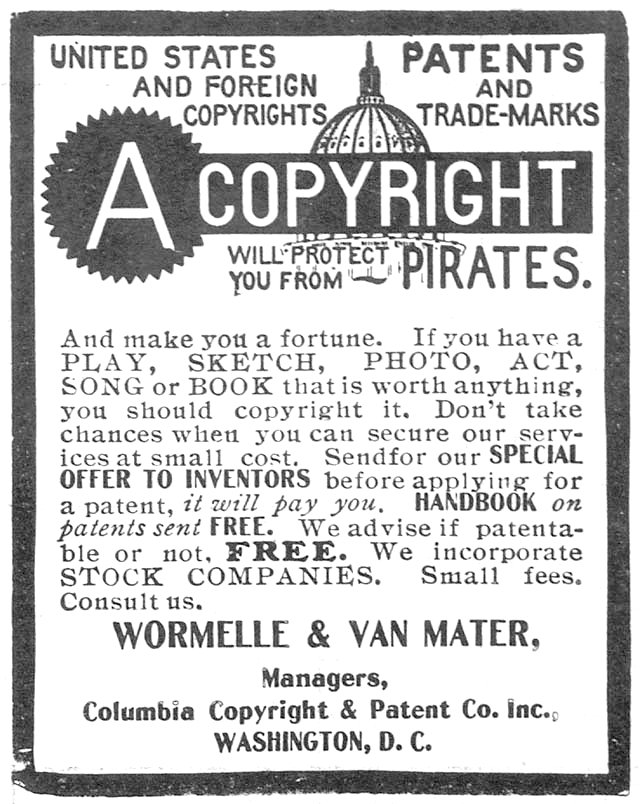
Anúncio para serviços de preparação de direitos autorais e patentes de 1906, quando as formalidades de registro de direitos autorais ainda eram necessárias nos EUA.

A violação de direitos autorais (denominada coloquialmente como pirataria) é o uso de obras protegidas pela lei de direitos autorais sem permissão para um uso em que essa permissão é necessária, infringindo, portanto, certos direitos exclusivos concedidos ao detentor dos direitos autorais, como o direito de reproduzir, distribuir, exibir ou executar o trabalho protegido, ou fazer trabalhos derivados. O detentor dos direitos autorais normalmente é o criador da obra, um editor ou outra empresa à qual os direitos autorais foram atribuídos. Os detentores de direitos autorais invocam rotineiramente medidas legais e tecnológicas para prevenir e penalizar a violação de direitos autorais. 
As disputas por violação de direitos autorais geralmente são resolvidas por meio de negociação direta, processo de notificação e retirada ou litígio em um tribunal civil. A infração comercial flagrante ou em larga escala, especialmente quando envolve falsificação, às vezes é processada pelo sistema de justiça criminal. A mudança das expectativas do público, os avanços na tecnologia digital e o alcance crescente da Internet levaram a uma violação tão ampla e anônima que os setores dependentes de direitos autorais agora se concentram menos em perseguir indivíduos que buscam e compartilham conteúdo protegido por direitos autorais on-line e mais em expandir a lei de direitos autorais. para reconhecer e penalizar, como infratores indiretos, os provedores de serviços e distribuidores de software que, segundo o setor, facilitam e incentivam atos individuais de infração por terceiros. 
As estimativas do impacto econômico real da violação de direitos autorais variam muito e dependem de muitos fatores. No entanto, detentores de direitos autorais, representantes do setor e legisladores há muito tempo caracterizam a violação de direitos autorais como pirataria ou roubo - linguagem que alguns tribunais dos EUA consideram agora pejorativa ou controversa.
De acordo com dados da Interpol, a falsificação de marcas está relacionada ao crime organizado, como assaltantes, traficantes de armas, narcotraficantes e ligado até ao terrorismo, movimentando mais de meio trilhão de dólares. Além disso, a falsificação de produtos de marca está intimamente ligada à exploração infantil: são mais de 250 milhões de crianças trabalhando em regime desumano.

## No Brasil

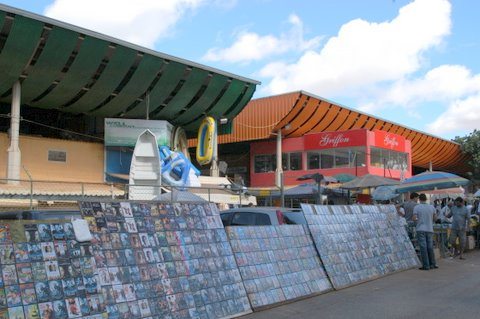
Feira dos Importados em Brasília, no Distrito Federal do Brasil.

No Brasil, de acordo com a Frente Parlamentar Contra a Pirataria, esse comércio ilegal impede 2 milhões de empregos formais no país e causa um grande rombo nas contas públicas. O Brasil deixa de arrecadar mais de 10 bilhões de reais. E levando em consideração o número de pessoas que possuem acesso à internet por país, o Brasil pode ser considerado o maior consumidor de conteúdo ilegal, devido a média de 9,7 arquivos ilegais baixados por usuário, enquanto nos Estados Unidos esse dado atinge 8,4 arquivos.
Em 2004, foi realizada uma pesquisa com 25 mil internautas brasileiros revelando que 97% deles já compraram filmes ou discos piratas; 50% compraram, pelo menos uma vez, DVDs ou fitas piratas; e 8% disseram que sempre compram CDs piratas. Estima-se que o mercado ilegal de produtos piratas, nesse mesmo ano, movimentou em torno de 63 bilhões de reais, dos quais cerca de 28 bilhões de reais deixam de ser arrecadados pelos cofres públicos. Atualmente, a estimativa da Associação Brasileira de Combate à Falsificação (ABCF) é de uma evasão fiscal de 40 bilhões de reais por ano. Na lista da entidade, os produtos mais pirateados e falsificados são: autopeças (com perdas de 3 bilhões de reais anuais); cigarros (2 bilhões de reais); combustíveis (1,9 bilhão de reais); higiene e limpeza (1,5 bilhão de reais); CDs e DVDs (1,3 bilhão de reais); e artigos de moda (1,2 bilhão de reais).

### Legislação
O comércio, a exposição à venda, ou a distribuição de pirataria é um crime no Brasil. A Constituição Brasileira, em seu Artigo 5º, garante a livre expressão da atividade intelectual, artística, científica e de comunicação, independentemente de censura ou licença. Através das leis 9 610/1998,, também conhecida como Lei de Direitos Autorais (LDA), 9 456/1997 e 9 609/1998, estão descritos os Direitos Autorais, a Proteção de Cultivares e a Proteção de Propriedade Intelectual de Programa de Computador, respectivamente. A Lei 10 695, de 1 de Julho de 2003, acrescentou, ao artigo 184 do Código Penal, que constitui crime "Violar direitos de autor e os que lhe são conexos". Também acrescentou, ao Código, hipóteses de aumento de pena, ressalvadas as exceções e limitações ao direito de autor ou os que lhe são conexos, previstas na Lei nº 9 610, bem como a cópia de obra intelectual ou fonograma, em um só exemplar, para uso privado do copista, sem intuito de lucro direto ou indireto. Entretanto, a ressalva relativa à cópia para uso privado sem intuito de lucro ainda se configura como crime nos termos da regra geral.
Existe uma corrente no Brasil que prega a descriminalização da pirataria, em todas as suas formas, defendida principalmente por Túlio Vianna, já havendo inclusive uma decisão favorável do Tribunal de Justiça de Minas Gerais. Porém, a maior parte da jurisprudência brasileira continua no sentido de que o comércio de produtos pirateados é crime sujeito a punições.[carece de fontes?] Nos Estados Unidos, já se tentaram aprovar os códigos legais SOPA e PIPA: várias empresas apoiaram a lei, entre elas a Time Warner, a Tiffany & Co, o UFC, a Sony, a Pfizer, a NFL a Universal Music Group, a American Broadcasting Company a Universal Music, a Visa, a Columbia Broadcasting System e a Viacom.

### Iniciativas Antipirataria
Em 2004, com a instauração sem sucesso da chamada Comissão Parlamentar de Inquérito da Pirataria (CPI da Pirataria), constatou-se que, por trás da prática da pirataria, existiam diversas organizações criminosas formando uma imensa rede de ilegalidade em cada unidade da federação. No mesmo ano, foi criado o Conselho Nacional de Combate à Pirataria e Delitos contra a Propriedade Intelectual (CNCP), em substituição ao Comitê Interministerial de Combate à Pirataria, de 2001, tendo, como diretriz principal, "a elaboração e manutenção do Plano Nacional de Combate à Pirataria visando à contenção da oferta, por meio de medidas repressivas, e à contenção da demanda, por meio de medidas educativas e econômicas".
Em 2007, foi criada a Associação Antipirataria de Cinema e Música (APCM), resultante da união da Associação de Defesa da Propriedade Intelectual (ADEPI Brasil) e a Associação Protetora dos Direitos Intelectuais Fonográficos (APDIF), e tem, como objetivo, "proteger os direitos autorais de seus titulares, proporcionando um mercado mais ético, e oferecer meios para realização de ações que visem a combater a pirataria". Também em 2007, foi criado o Projeto Escola Legal, com o objetivo de "conscientizar jovens estudantes a respeito da pirataria no Brasil e no mundo".
Pelo fato de a Lei dos Direitos Autorais (LDA) ser de 1998, ela é considerada suficiente, mas fora do contexto do avanço digital. Em 2011, um anteprojeto de lei para a modernização da LDA foi encaminhado para a Casa Civil propondo alterações e acréscimos de dispositivos à LDA vigente.

### Aceitação social
A compra de produtos no mercado informal já faz parte do cotidiano brasileiro desde a época da tecnologia de vídeo VHS.[carece de fontes?] A justificativa se daria tanto pelos preços inacessíveis, como pela falta de conhecimento sobre o chamado "ganho de escala" se todos pagassem o imposto (com um maior consumo, o produto tenderia a ficar mais barato).[carece de fontes?] Ainda que o Poder Judiciário brasileiro tenha decisões que não reconheçam a pirataria como crime,[carece de fontes?] o Superior Tribunal de Justiça e o Supremo Tribunal Federal, de conformidade com a Organização das Nações Unidas, vêm reafirmando a penalização, de forma consciente e apolítica, contrariando os demais poderes da República Brasileira.[carece de fontes?]

### Penalidades
No Brasil, a pirataria fere a licença de copyright e, contra ela, existe a Lei Antipirataria (10 695 de 1 de julho de 2003 do Código de Processo Penal), que pune os responsáveis e, dependendo dos casos, a pena pode chegar a quatro anos de reclusão e multa. Apesar disso, a pirataria é muito praticada no Brasil, sendo responsável pela geração de um grande número de empregos informais. A Polícia Federal do Brasil mantém operações permanentes para coibir as diversas modalidades de pirataria.

### Casos jurídicos notórios
- Genaldo Souza Santos, 42 anos, foi preso em Feira de Santana em 2011, por falsificação de CDs e DVDs, além da violação dos direitos autorais. Com o acusado, foram apreendidos 12 608 CDs e DVDs falsificados; 4 200 Cds e Dvds virgens; 2 275 capas falsificadas; além de duas torres de gravação, sendo uma com 10 e a outra com 5 gravadores; mais 15 gravadores individuais e duas impressoras HP usadas para a falsificação das capas dos discos.[22]
- Dois grandes laboratórios de fabricação de DVDs e CDs piratas do Recife foram fechados pela Polícia Civil em Campo Grande em 2011. Foram encontrados dez computadores, 98 gravadores e 12 impressoras.[23]
- Em junho de 2011, a prefeitura de São Paulo fechou os shoppings Pamplona e Monti Mare, na Avenida Paulista, e os shoppings 25 de Março e Mundo Oriental, na região central, em operação de combate à pirataria.[24]

## Alternativas
Um dos principais questionamentos, hoje em dia, está focado no sistema de propriedade intelectual. No caso dos softwares, surgem os softwares livres. No caso da produção musical e audiovisual, ainda há uma grande controvérsia. Contudo, todos buscam uma solução que respeite o direito e permita o acesso dos artistas ao trabalho. Um dos meios que favorece essa disponibilidade de material hoje em dia é o uso de software P2P, que permite, a seus usuários, compartilhar arquivos por meio da Internet. Muitos esperam que os músicos comecem a abandonar a concepção de disco gravado para oferecer seu material de formas alternativas (como, por exemplo, downloads através de FTP ou similares), podendo fixar preços por peça/canção ou por grupo de peças muito mais baixos que os atuais preços de CD.
Recentemente, foi fundado o Partido Pirata (Piratpartiet), na Suécia. Trata-se de um partido político que tem, como principal tema, a reformulação da legislação de propriedade intelectual. Vários outros partidos europeus têm sido influenciados pelos fundamentos do Partido Pirata.